# Lusławice (Silésie)
Pour les articles homonymes, voir Lusławice.
Lusławice est une localité polonaise de la gmina de Janów, située dans le powiat de Częstochowa en voïvodie de Silésie.